# USS LST-837
O USS LST-837 foi um navio de guerra norte-americano da classe LST que operou durante a Segunda Guerra Mundial.